# Kościół św. Stanisława w Osobnicy
Kościół św. Stanisława w Osobnicy – rzymskokatolicki kościół parafialny, zbudowany w latach 1904–1906, znajdujący się w miejscowości Osobnica.
W 2007 obiekt wpisany do rejestru zabytków.

## Historia obiektu
Przypuszczalnie pierwszy kościół w Osobnicy powstał około 1350. Z powodu obrywania brzegów rzeki Bednarki został przeniesiony w inne miejsce. Powiększony i przebudowany konsekrowano w 1512. Była to budowla drewniana jednonawowa z węższym prezbiterium. Obok kościoła stała murowana dzwonnica w kształcie wysokiej ściany nakrytej dachem z dwoma dzwonami, większym z XIV w. i mniejszym z 1625.
Z czasem kościół stał się ciasny i przystąpiono do budowy nowego. Powstał w latach 1904–1906 według projektu architekta lwowskiego Teodora Talowskiego z inicjatywy ówczesnego proboszcza Jana Kłosa. 7 lipca 1906 świątynię konsekrował biskup Karol Fischer, sufragan przemyski. Pierwsze malowanie kościoła wykonał w latach 1927–28 lwowski malarz Julian Krupski. Dzwony z wieży kościelnej w czasie wojny zabrali Niemcy. W 1946 w odlewni Felczyńskich w Przemyślu zakupiono dzwon „Stanisław”, a w latach późniejszych dzwony Maryja o wadze 255 kg i Jadwiga ważący 86 kg. W latach 1979–1980 polichromię odnowili: artysta Zygmunt Wiglusz z Krakowa oraz miejscowy malarza Mieczysław Burda. W 1990 zmieniono pokrycie kościoła z dachówki na blaszane. W latach 2004–2006 wykonano między innymi: przebudowę prezbiterium, renowację odkrytego witrażu z ornamentyką liściastą podświetlającego ołtarz główny, renowację ołtarzy, odnowienie polichromii, generalny remont organów, renowację murów zewnętrznych, pokrycie wież taśmą miedzianą.

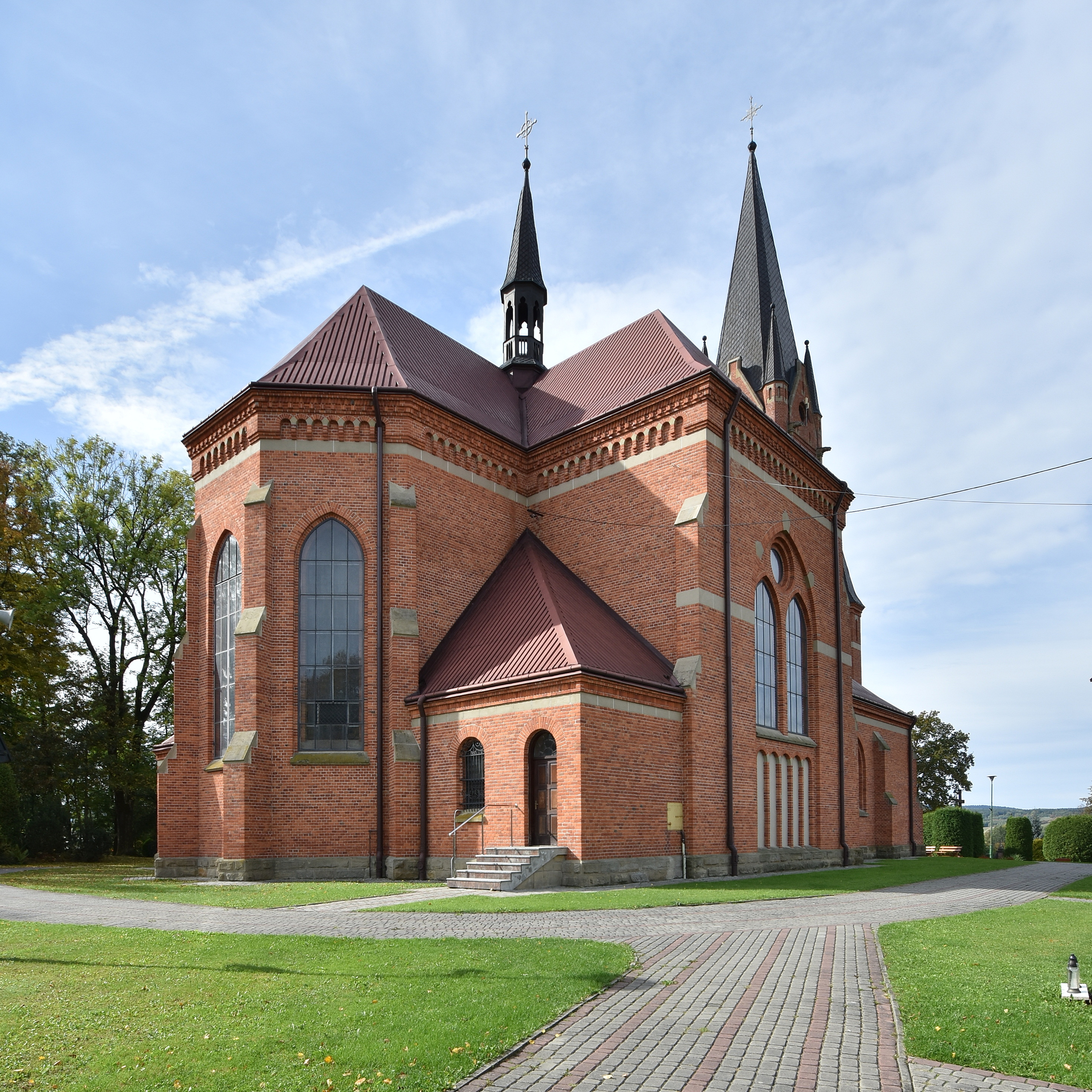
Widok od strony prezbiterium
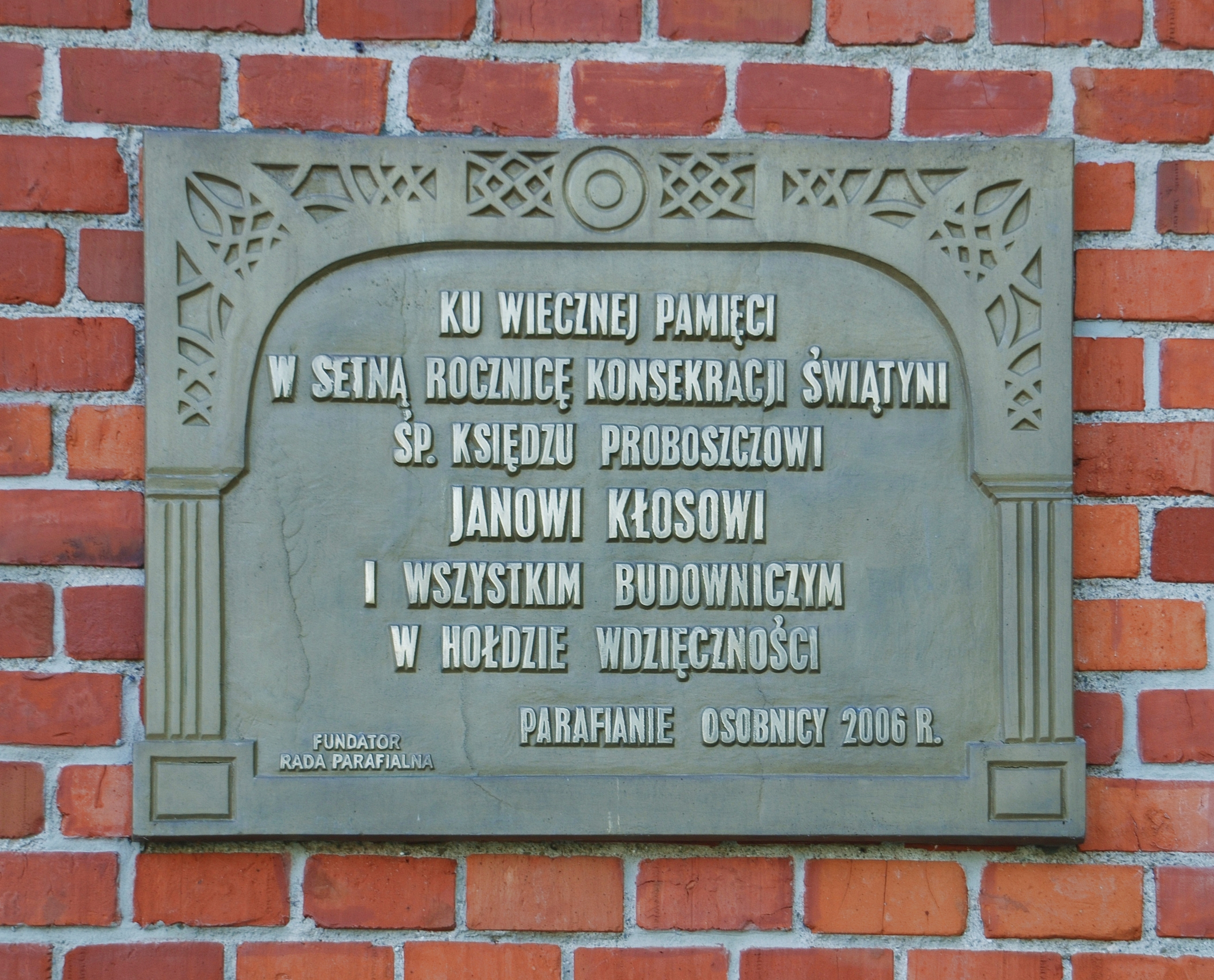
Tablica pamiątkowa na fasadzie kościoła
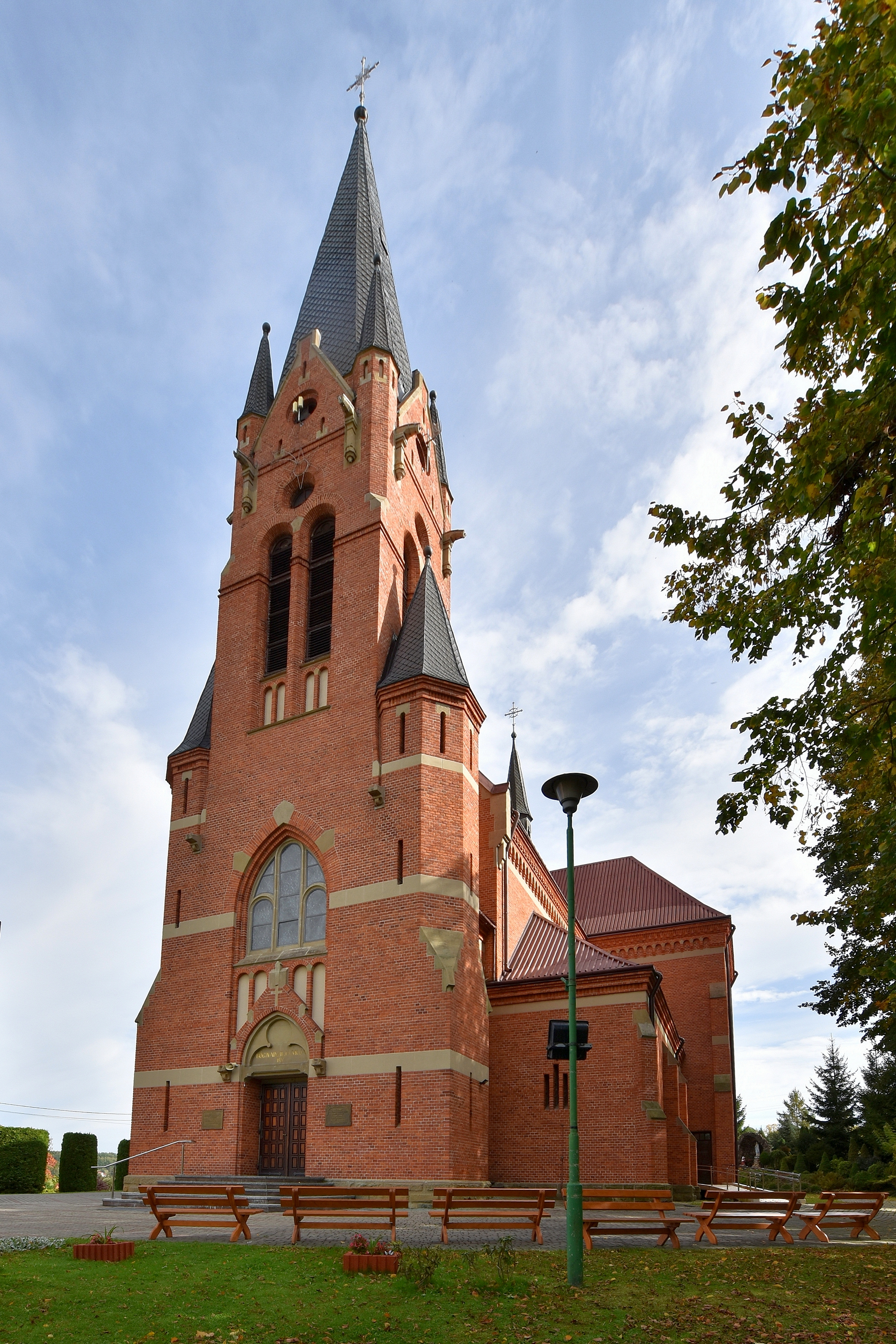
Elewacja frontowa

## Architektura i wyposażenie
Kościół reprezentuje styl neogotycki, nadwiślański. Trzynawowy, na planie krzyża rzymskiego. Boczne nawy są niższe od środkowej.
Wnętrze wyposażone w trzy neogotyckie ołtarze. Ołtarz główny wykonano we Lwowie. Ołtarz boczny Niepokalanej Bogurodzicy Maryi z 1906 zrobiono w Bochni. 15 figur rzeźbionych w drewnie wykonali artyści w Tyrolu. Dziewięciogłosowe organy o trakturze mechanicznej z 1891 pochodzą z pracowni Jana Śliwińskiego ze Lwowa.

## Otoczenie
W 1909 po północnej stronie kościoła zbudowano plebanię. W 1931 wzniesiono i poświęcono kaplicę św. Teresy od Dzieciątka Jezus w miejscu starego kościoła rozebranego w 1906. W 2006 kaplica została odrestaurowana. W 2004 wybudowano obok kościoła grotę Maki Bożej z Lourdes,
20 kaplic różańcowych w ogrodzie plebańskim, figurę Matki Bożej Fatimskiej. W kolejnych latach postawiono figury patronów parafii św. Jadwigi i spiżową św. Stanisława BM, kapliczkę Matki Bożej Saletyńskiej, pomnik Jana Pawła II. W ogrodzie plebańskim powstała droga krzyżowa i droga światła.

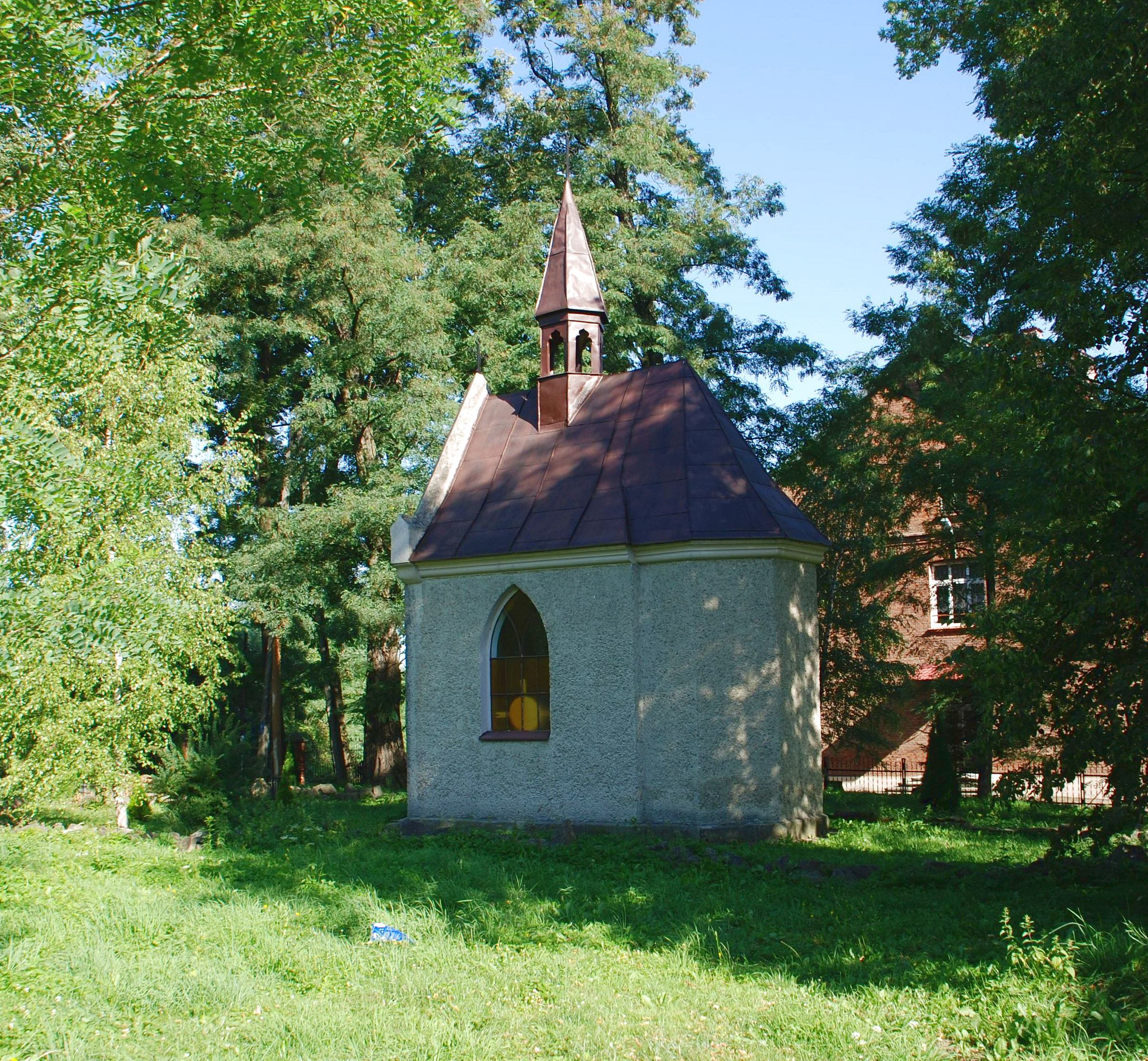
Kaplica św. Teresy
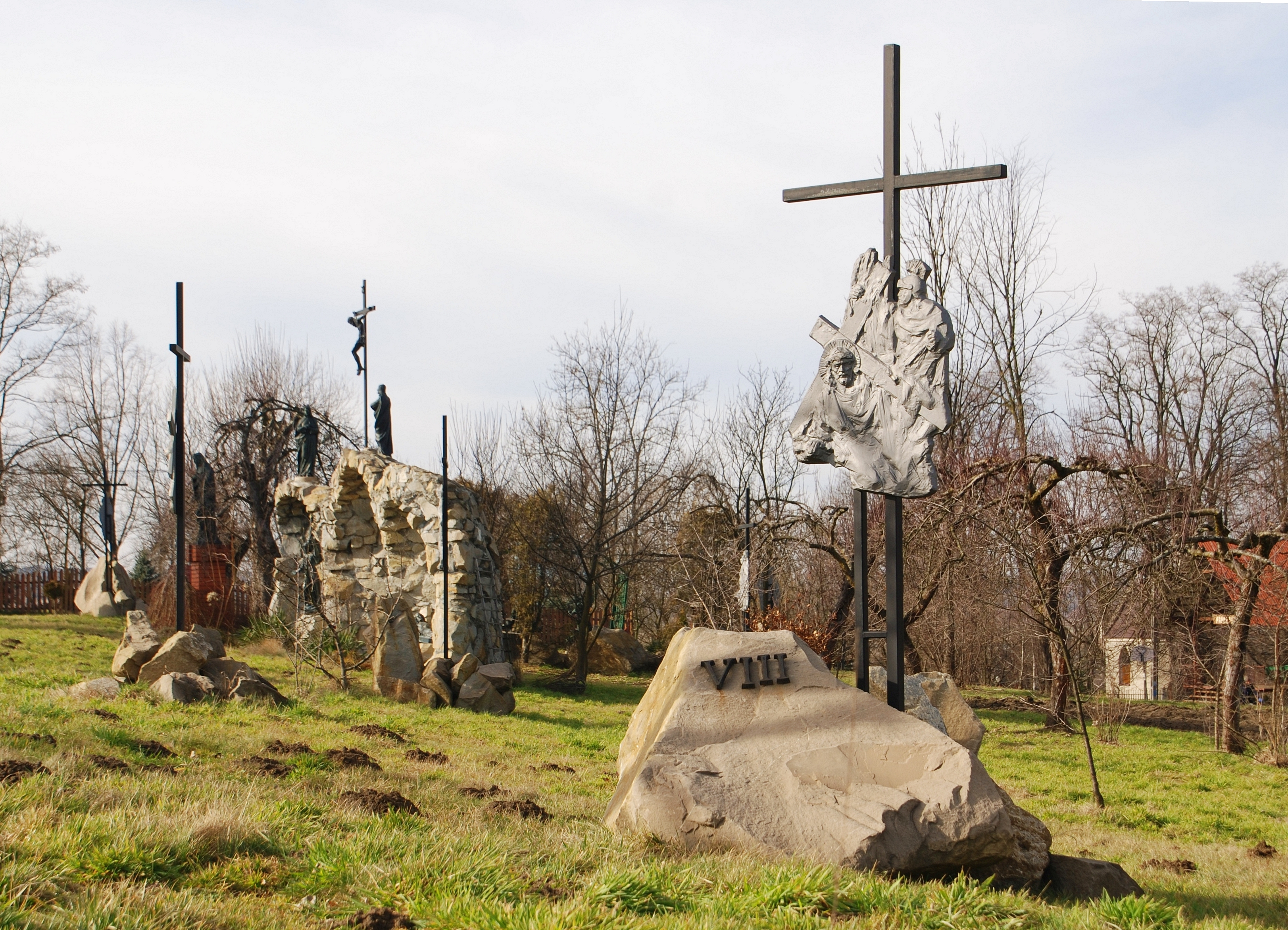
Fragment drogi krzyżowej
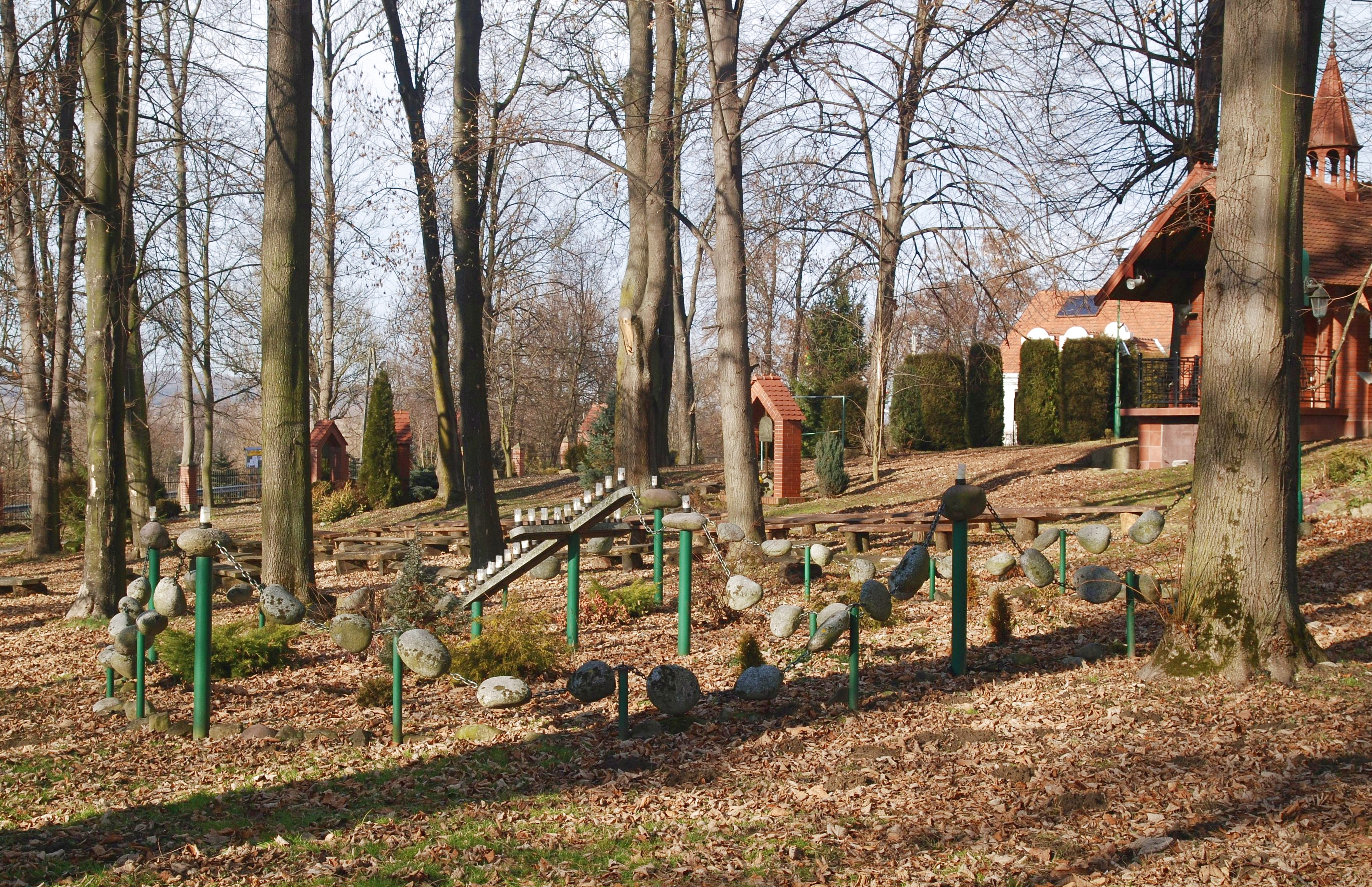
Park przykościelny